# Chimarra indigota
Chimarra indigota là một loài Trichoptera trong họ Philopotamidae. Chúng phân bố ở miền Australasia.